# Thomas May
Œuvres principales
Traduction de la Bellum Civile
Thomas May (1594/1595 - 13 novembre 1650) était un poète, dramaturge et historien anglais de l'époque de la Renaissance.

## Le début de sa vie et de sa carrière jusqu'en 1630
Thomas May est né dans le village de Mayfield and Five Ashes (en), dans le Sussex, il était le fils de Sir Thomas May, un petit courtisan. Il s'inscrivit à Sydney Sussex, l'un des collèges de l'université de Cambridge et obtint sa licence de lettres en 1613.
Son premier poème publié fut écrit alors qu'il était à Cambridge. Ce poème sans titre, composé de trois strophes, contribua à compléter l'ensemble des poèmes dédiés au souvenir et collectés par l'Université à la mort du Prince de Galles Henri en 1612. Bien que la majorité de ces poèmes composant cette collection soit en latin, celui de Thomas May (ainsi que quelques autres) est en anglais. Il utilise le trope, une figure de style de la transmigration pythagoricienne, qu'il emploiera plus tard dans d'autres œuvres.

### Ses relations avec Carew, Massinger et Jonson
En 1615, Thomas May s'inscrivit comme avocat à la Gray's Inn de Londres. On ne trouve aucun document relatant ce qu'il fit pendant les cinq années qui suivirent.
Au cours des années 1620, May s'associa à des cercles composés d'auteurs dramatiques. En 1620, sa comédie romantique intitulée « L'Héritier », fut jouée par un groupe d'acteurs appartenant à la troupe des Players of the Revels. Bien que les représentations théâtrales de cette compagnie se faisaient généralement en plein air, au Red Bull Theatre, qui était un théâtre bruyant, la pièce de May fut jouée pour la première fois en privé (conformément à ce qui était écrit dans son unique édition publiée). De plus, le ton utilisé dans cette pièce s'adapte peu à un public plébéien composé de citadins.
Au début des années 1620, May se lia d'amitié avec Thomas Carew qui était à la fois courtisan, poète et diplomate et qui donna un poème au texte publié intitulé L'Héritier en 1622 et, May devint probablement ami avec Philip Massinger également. Ce dernier écrivit au moins une pièce pour la compagnie Revels dont l'existence fut de courte durée (The Virgin Martyr (en), avec Thomas Dekker) et partagea avec May les intérêts que ce dernier portait généralement au monde romain. En 1629, May écrivit un poème élogieux pour Massinger, The Roman Actor (en), le décrivant comme son "ami très méritant". May connaissait personnellement Ben Jonson à la fin des années 1620 et peut-être même avant.
En 1625, May fut l'auteur des traductions en vers dans la traduction que faisait Kingsmill Long de l'allégorie politique Arcadienne de William Barclay.

### La traduction de la Bellum Civile
L'œuvre qui définit la carrière de May fut sa traduction de la Bellum Civile du poète latin Lucain. Cette œuvre est un récit inachevé relatant la chute de la République romaine lors des guerres civiles entre Pompée Le Grand et Jules César : elle pleure la perte de la liberté républicaine et des institutions et condamne l'ambition immorale de César.
Les trois premiers livres traduits par May parurent en 1626 et, un an plus tard, ce fut le tour de l'œuvre intégrale composée de dix livres (dont les imprimeurs étaient différents); elle fut imprimée à nouveau en 1631, 1635 et en 1650, de petites corrections étant apportées à chaque fois. L'édition, parue en 1627, était fière d'avoir dédié plusieurs ouvrages, du livre II au livre IX, à d'importants aristocrates anglais, dont bon nombre d'entre eux étaient de réels ou supposés opposants aux tentatives en cours de Charles Ier d'établir des taxes sans le consentement du Parlement. L'œuvre intégrale fut dédiée à Guillaume, IIe Duc du Devonshire.
May compare le courage et le patriotisme de ces aristocrates aux héros patriciens de la république vouée à l'échec décrite par Lucain. Ces dédicaces n'apparaissent pas dans les éditions plus récentes et il existe des preuves attestant qu'elles ont été rendues illisibles ou enlevées, peut-être par des censeurs.
En juin 1627, May composa un poème à la gloire de Charles Ier, le considérant comme le souverain absolu des mers, se rappelant probablement l'énorme soutien que ce dernier avait apporté lors de l'expédition de l'Île de Ré. May utilise à nouveau le trope de Pythagore qu'il avait employé pour la première fois dans son poème écrit en 1612.

### Autres œuvres et traductions
Ce fut également en 1626 qu'eut lieu la représentation de la tragédie de May intitulée « Cléopâtre », bien que l'on en ignore le lieu et les acteurs; elle fut imprimée plus tard, en 1639. À la Bibliothèque Britannique se trouve une version manuscrite dont la date est incertaine, qui contient quelques variantes textuelles, pas très importantes mais intéressantes. Les années qui suivirent, deux autres tragédies classiques apparurent, « Antigone » (publiée en 1631) et « Julia Agrippina » (1639); la première ne fut probablement jamais mise en scène mais la seconde revendique sur sa page de titre une représentation en 1628.
Les tragédies de May ont pris modèle sur celles de Jonson et sont également influencées par Massinger; elles se concentrent sur des thèmes politiques plutôt que sur des passions érotiques; Cléopâtre et Antigone s'inspirent de Lucain sur le plan linguistique et thématique.
À la fin des années 1620, May publia également deux autres traductions de poèmes latins: Les Géorgiques de Virgile (1628) et des morceaux choisis tirés des Épigrammes de Martial (1629). Ces derniers font allusion à des faits biographiques, soulignant la pauvreté de Martial et sa décision d'abandonner une carrière juridique au profit de la poésie. Aucune de ces deux œuvres ne fut à nouveau publiée.

## May dans les années 1630
Jusqu'aux années 1630, May semble avoir été peu récompensé ou reconnu pour ses efforts littéraires. Aucune des personnes auxquelles ils avaient dédié ses premiers ouvrages ne peuvent être liées à ce qu'il fit par la suite, pas même les huit aristocrates titrés à qui il s'était adressé quand il avait traduit l'œuvre de Lucain en 1627. Lorsqu'il dédicaça sa traduction des Géorgiques, May se tourna même vers Sir Christopher Gardiner, un camarade de classe de son ancien collège. Il s'agissait d'un don Juan qui partit peu de temps après pour le Nouveau Monde - il n'était pas le meilleur futur protecteur.

### Continuation
May rencontra probablement davantage d'opportunités vers la fin de la décennie. En 1630, apparut Continuation, une œuvre de Lucain composée de sept livres dont May entreprit le récit jusqu'à l'assassinat de César en mars -44 ; elle fut à nouveau publiée en 1633 et en 1650. C'est cette œuvre qui a peut-être conduit May à développer un appétit pour la poésie historique. Les cinq années qui suivirent, il en écrivit d'autres sur Henri II et Édouard III, toujours sous la même forme, composée de sept livres. Ces trois œuvres, visant la cour, étaient apparemment bien reçues: elles étaient dédiées à Charles Ier, bénéficiant probablement des encouragements du roi lui-même.
Plus tard, on prétendit que May était payé pour ses efforts. Il demeure également une histoire relatant comment Charles était intervenu pour empêcher May d'être frappé par un aristocrate lors d'un spectacle à la cour. Une fois ce fait connu, May ne trouva pas d'emploi régulier à la cour et, à l'exception de Carew, il ne semble pas avoir fait connaissance avec la bande de poètes royalistes (en) amoureux et raffinés. Tout cela était peut-être en partie dû à un manque d'intérêts communs: contrairement aux Royalistes, May n'éprouvait aucun intérêt manifeste pour les poèmes d'amour (aucun exemple de sa création ne subsiste) ou pour les thèmes érotiques en général. S'il a écrit des spectacles pour la cour, ces derniers ont péri.

### May et Ben Jonson
May avait pourtant des connaissances. Après la Restauration anglaise, Edward Hyde, alors Comte de Clarendon, rapporta qu'avant la Première Révolution anglaise, May et lui-même avaient appartenu à un cercle d'avocats et d'auteurs très unis, se rassemblant autour de l'important personnage qu'était Ben Jonson. Ce groupe d'auteurs semblent avoir été plus proches et plus sérieux que la « tribu de Ben », un autre groupe d'auteurs qui prenaient Jonson comme modèle sans nécessairement bien le connaître. Selon Hyde, ce regroupement était aussi composé de personnes telles que Carew, John Selden, le juriste John Vaugham (en) (qui fut plus tard l'un des exécuteurs testamentaires de Selden), Charles Cotton et le courtisan Sir Kenelm Digby. Il est difficile d'identifier la période exacte durant laquelle ce cercle était en activité, mais il est probable que tout commença dans les années 1620: Vaughan et Jonson dédièrent tous les deux des poèmes à May pour la traduction de l'œuvre de Lucain que ce dernier avait faite, Carew et May étaient amis en 1622.
May et Jonson (et probablement à cause de ce dernier) devinrent tous deux des intimes de Sir Kenelm Digby qui plus tard fut l'exécuteur testamentaire littéraire de Jonson et le commanditaire de ses 1 640 œuvres intitulées « Works », parues chez Folio. Jonson et May furent les deux premiers poètes à commémorer dans une série de poèmes manuscrits, la mort malheureuse en 1633 de Venetia, l'épouse de Digby.
Leurs préoccupations poétiques communes réapparaissent dans un court traité écrit par Digby sur Edmund Spenser (l'auteur élisabéthain de La Reine des fées), apparemment à la demande de May. Cet ouvrage parle de Jonson comme étant l'héritier littéraire de Spenser. May, dans un sonnet expansif, complimenta Digby pour sa critique Spenserienne, et lui dédicaça plus tard la version publiée de Cléopâtre.
Jonson mourut en 1637 et l'année suivante, May écrivit une élégie, apportant ainsi sa collaboration à une collection d'écrits commémoratifs intitulée « Jonsonius Virbius » : elle commence par une comparaison entre Jonson et Lucain. Dans les années 1640, une histoire se fit jour, mentionnant le fait que May s'attendait à ce qu'on lui donne la pension royale de Jonson et qu'il fut mécontent lorsque ce fut William D'Avenant qui la reçue à sa place. Cette histoire avait pour but de dépeindre May comme un ingrat et raconte moins ce qu'il faisait ou pensait à cette époque là mais plutôt ses activités plus récentes en tant qu'auteur intéressé par la cause Parlementaire.
L'une des comédies de May, « Le Vieux Couple », publiée plus tard en 1658, prétend avoir été jouée en 1636.

## Les années 1640: May et le Parlement
En 1640, May publia une adaptation en latin et une traduction de « Continuation », l'œuvre de Lucain à laquelle il avait apporté sa collaboration. Cette adaptation eut pour titre le « Supplementum Lucani ». Comme toute œuvre majeure appartenant à la poésie néo-latine, elle fut publiée à Leyde, l'un des centres continentaux dédiés au savoir humaniste, et il reçut des dédicaces de la part de certains intellectuels néerlandais tels que Marcus Zuerius van Boxhorn et Nicolaus Heinsius. Des lettres de Daniel, le père de Heinsius à Patrick Young, le bibliothécaire royal, et John Selden, indiquent que May avait effectué la traduction alors qu'il était aux Pays-Bas (les raisons de sa présence dans ce pays restent floues).
Dans cette nouvelle traduction de « Continuation », on retrouve la dédicace dédiée à Charles Ier, bien que l'on ait plausiblement débattu sur le fait qu'elle exprime une plus grande hostilité à l'égard de César et de la monarchie que l'originale.

### Opinions parlementaires
Au début des années 1640, -la date exacte reste floue- May se rapprocha du Parlement en lui apportant son soutien. En 1642, il écrivit un tract soutenant l'idée de rencontres brèves mais régulières entre le Roi et le Parlement, probablement pour faire campagne en faveur d'une loi parlementaire triennale, le Triennial Acts, qui fut republié bon nombre de fois.
Ce tract contenait de dures critiques à l'égard des princes (comme Charles Ier) qui avaient cherché à gouverner sans consulter le Parlement, mais prévenait également contre le fait d'accorder trop de responsabilité au peuple, le gouvernement populaire étant, selon lui, synonyme de changements nuisibles et d'agitation. Dans ce tract, qui fut sa seule déclaration explicite reflétant une analyse ou une opinion politique, May émerge comme un penseur conservateur et prudent, étant très méfiant à l'idée d'accorder trop de pouvoir à une seule personne, et donc implicitement à un Parlementaire adhérant au constitutionnalisme.
Cette position était partagée par d'autres membres appartenant à l'ancien cercle de Jonson, tels que Hyde ou Vaughan, jusqu'à la fin de l'année 1642: tous deux avaient participé aux premières réformes comme le Bill d'attainder de Strafford avant de changer de bord (Hyde) ou de se retirer sur ses terres galloises (Vaughan). Un autre ex-Jonsonnien, John Selden, resta un parlementaire modéré et respecté jusqu'à sa mort, au début des années 1650.

### Histoire du Parlement et le Breviarium
En partie à cause de son premier pamphlet, May reçut mission par la Chambre des communes de composer une Histoire du Parlement, qui apparut en 1647 en Folio. Ce fut un exemple resplendissant d'historiographie rhétorique humaniste, doté de nombreuses citations classiques (en particulier celles de Lucain), May y présenta l'histoire anglaise récente décrivant un système politique élisabéthain pacifique et prospère, anéanti par la cupidité et la stupidité des Stuarts.
En octobre 1649, à la suite du régicide et de l'émergence d'un gouvernement républicain, May écrivit une épître dédicatoire dédiée à l'attaque de Charles Sydenham contre le Niveleur John Lilburne, s'adressant aux membres du Parlement Croupion dans un style Romain et en utilisant le terme de "Sénateurs". L'épître de May conseille de ne pas légiférer afin d'avoir une plus grande liberté de conscience, avançant l'argument que ceci revient à éloigner le régime de ses alliés potentiels comme les Presbytériens. May rejette Lilburne et ses compagnons démocrates fauteurs de troubles, car ils ne possèdent aucune terre dans le royaume (faisant ainsi écho à la position prise par Ireton lors des Débats de Putney en 1647) et prévient les membres du Parlement de prendre garde aux "plus recommandables". Le régicide et les événements qui suivirent sont acclamés comme des miracles de Dieu.
En 1650, May publia une histoire du Parlement révisée, évitant (en grande partie) les citations classiques et autres ornements rhétoriques en faveur d'un style sec, caractéristique de la prose latine Stallustienne. Tout d'abord publié en latin en avril 1650, le « Breviarium » fut rapidement traduit en anglais, certainement par May lui-même, et apparu sous le titre de « Brevarie » en juin 1650.
May mourut en novembre 1650. La propagande Royaliste estima plus tard qu'il s'était étouffé avec les cordons de son bonnet de nuit, à la suite d'une sérieuse beuverie, mais peu de raisons nous poussent à le croire: il avait déjà cinquante-cinq ans. Les républicains Henry Marten et Thomas Chaloner furent chargés par le Conseil d'État de veiller à la "sépulture" de May, mettant pour cela 100 livres de côté. Le Conseil leur donna à tous les deux ainsi qu'à Sir James Harrington, la responsabilité de trouver un historien du parlement pour remplacer May. Ce dernier fut enterré à l'Abbaye de Westminster, son épitaphe (probablement écrit par le journaliste Marchamont Needham) le saluant comme le "défenseur du commonwealth anglais [Vindex Reip. Anglicae]. Dans des écrits plus récents, Needham prétend avoir été ami avec May. Sa tombe fut déplacée à la Restauration.

## Source
- (en) Cet article est partiellement ou en totalité issu de l’article de Wikipédia en anglais intitulé « Thomas May » (voir la liste des auteurs).